# Air Traffic
Air Traffic es una banda británica de rock alternativo proveniente de Bournemouth. Formada en 2003, la banda está conformada por Chris Wall (piano, voz principal), Tom Pritchard (guitarra) y Jim Maddock (bajo eléctrico). El nombre de la banda se origina desde el momento en que solían ensayar junto al aeropuerto de Hurn. La banda ha recibido éxito de menor importancia con el lanzamiento de su sencillo Shooting Star, que debutó en el # 30 en las listas británicas y el lanzamiento de su álbum debut, Fractured Life, que alcanzó el puesto # 42. La banda se encuentra trabajando actualmente en su segundo álbum.

## Discografía

### Álbumes de estudio
| Año  | Detalles del álbum                                                                                                   | Cuadros |
| Año  | Detalles del álbum                                                                                                   | UK      |
| ---- | --- | ------- |
| 2007 | Fractured Life - Lanzamiento: 2 de julio de 2007 - Discográfica: Tiny Consumer - Formatos: LP, CD, descarga en línea | 42      |

### EP
| Año  | Detalles del álbum                                                                             |
| ---- | ---------------------------------------------------------------------------------------------- |
| 2006 | Never Even Told Me Her Name - Lanzamiento: 30 de octubre de 2006 - Discográfica: Tiny Consumer |

### Sencillos
| Año                                    | Título                        | UK Chart posición pico | Álbum                                       |
| -------------------------------------- | ----------------------------- | ---------------------- | ------------------------------------------- |
| 2006                                   | "Just Abuse Me" / "Charlotte" | —                      | Lanzamiento no perteneciente a ningún álbum |
| 2007                                   | "Charlotte" (relanzamiento)   | 33                     | Fractured Life                              |
| 2007                                   | "Shooting Star"               | 30                     | Fractured Life                              |
| 2007                                   | "No More Running Away"        | 45                     | Fractured Life                              |
| "—" denota que no entró a los cuadros. |                               |                        |                                             |